# 18548 Christoffel
18548 Christoffel è un asteroide della fascia principale. Scoperto nel 1997, presenta un'orbita caratterizzata da un semiasse maggiore pari a 2,5778308 UA e da un'eccentricità di 0,0398095, inclinata di 7,37817° rispetto all'eclittica.